# Ernest Obodo
Ernest Anaezichukwu Obodo (* 24. Oktober 1966 in Awha-Imezi, Enugu, Nigeria) ist ein nigerianischer Geistlicher und römisch-katholischer Weihbischof in Enugu.

## Leben
Ernest Obodo studierte am Priesterseminar in Enugu und empfing am 20. Juli 2000 das Sakrament der Priesterweihe für das Bistum Enugu.
Neben verschiedenen Aufgaben in der Pfarrseelsorge war er von 2004 bis 2009 in der Priesterausbildung und als Sekretär des Diözesanklerus tätig. Außerdem war er in dieser Zeit Mitglied der diözesanen Geschichtskommission. Von 2010 bis 2016 studierte er an der Universität Innsbruck, wo er das Lizenziat erwarb und zum Dr. theol. promoviert wurde. Seit 2016 war er Rektor des St. Bernard Senior Seminary Hostel in Enugu und Dozent am Bigard Memorial Seminary.
Am 25. Mai 2018 ernannte ihn Papst Franziskus zum Titularbischof von Mediana und zum Weihbischof in Enugu. Die Bischofsweihe empfing er am 31. August desselben Jahres durch den Apostolischen Nuntius in Nigeria, Erzbischof Antonio Filipazzi. Mitkonsekratoren waren der Erzbischof von Onitsha, Valerian Okeke, und der Bischof von Enugu, Callistus Valentine Onaga.